# Edmond Panariti
Edmond Panariti, né le 1er juin 1960 à Tirana, est un homme politique albanais membre du Mouvement socialiste pour l'intégration (LSI). De 2013 à 2017, il est ministre de l'Agriculture.

## Biographie

### Jeunesse et formation
En 1984, il sort diplômé en médecine vétérinaire de l'université agricole de Tirana. Il poursuit ses études jusqu'à obtenir un doctorat, devenant professeur des universités. Il a également suivi des compléments de formation à l'École polytechnique fédérale de Zurich (ETHZ). Il a été chercheur à l'Institut de recherche de la faculté vétérinaire, puis professeur à la faculté de médecine de l'université de Tirana.

### Débuts et ascension en politique
Membre fondateur du LSI en 2004, il est élu en 2011 au conseil municipal de Tirana. Il est ensuite nommé adjoint du maire Lulzim Basha, du Parti démocrate d'Albanie (PDSh).

### Ministre
Le 27 juin 2012, il prend la succession d'Edmond Haxhinasto au poste de ministre des Affaires étrangères. Il démissionne le 4 avril 2013, lorsque le LSI se retire de sa coalition avec le PDSh.
À la suite des élections législatives du 23 juin 2013, remportées par le centre-gauche, il est nommé le 15 septembre suivant ministre de l'Agriculture, du Développement rural et des Eaux dans le gouvernement du Premier ministre socialiste Edi Rama.